# Cinclosoma punctatum
Cinclosoma punctatum е вид птица от семейство Cinclosomatidae.

## Разпространение
Видът е разпространен в Австралия.